# 中洲 (學甲區)
中洲，是臺灣臺南市學甲區的一個傳統地域名稱，曾是舊時傳統學甲十三庄的庄頭之一。相較於今日行政區，位於該區西部，其範圍大致包中洲里、光華里不含東邊北側凸出部分，因此傳統的中洲庄頭與今日的中洲里，兩者所轄的區域範圍是略有不同的。

## 歷史
臺灣日治初期，中洲地區為一（舊制）街庄，稱為「中洲庄」，隸屬於學甲堡。昔日該庄北隔急水溪分流與渡仔頭庄為界，東邊及南邊東段與學甲庄為鄰，南邊中、西段隔將軍溪與巷口庄為界，西邊為溪底藔庄、北門嶼庄、蚵藔庄。
1901年（日治明治三十四年）11月，全臺廢縣廳改設二十廳，該庄隸屬於鹽水港廳。1903年（明治三十六年）6月，該庄編入「中洲區」，隸屬於鹽水港廳。1909年（明治四十二年）10月，合併二十廳為十二廳，中洲區改隸屬於臺南廳。1920年（大正九年），全臺地方制度大改正，廢十二廳改設五州二廳，該庄改制為「中洲」大字，隸屬於臺南州北門郡學甲庄（新制街庄）。
戰後學甲庄改制為學甲鄉，隸屬於臺南縣，大字亦改制為村。1950年10月，雲、嘉、南分治，學甲鄉仍隸屬於臺南縣。1968年2月2日學甲鄉升格為學甲鎮，村亦改制為里。2010年12月25日，臺南縣市合併，學甲鎮改制為學甲區，隸屬於新成立的直轄市臺南市。

## 聚落
本地區發展較早的聚落有將軍棧（今棧寮）、西廍、西勢藔仔（今頭前寮）、中洲、過港仔、頭港仔（今舊頭港）、筏仔頭（已遷至南側）、崁腳藔（已消失）、中崙（已消失）等，在日治期初期的官方地圖上已有記載。此外，本地區尚有新頭港聚落。

## 宗教
- 中洲惠濟宮：主祀保生大帝、中壇太子。
- 中洲宋江館：主祀宋江爺。
- 中洲慈福宮：主祀李府千歲、文衡帝君。

## 交通
省道台17線又稱「西部濱海公路」，是臺中市清水區甲南至屏東縣枋寮鄉水底寮的幹道，經過本地區西南端。由該道向北北西可前往北門區、嘉義縣布袋鎮、東石鄉、雲林縣口湖鄉西部等地；向南可前往將軍區、七股區、安南區、臺南市市區等地。
省道台84線又稱「東西向快速公路－北門玉井線」，經過本地區北部，該路段設有兩側平面車道。本地區西行可經由其平面車道前往北門區的蚵寮地區，並止於省道台61線（西部濱海快速公路）北門交流道；東行可經由其平面車道、學甲交流道進行台84線東行車道，由此可快速前往國道1號下營系統交流道、麻豆區/下營區交界地帶、官田區西南端、官田區南部/善化區東北部交界地帶、國道3號官田系統交流道、大內區等地。
市道171號是北門區北門市區至官田區烏山頭的道路。
市道174號是北門區蘆竹溝至東山區橫路的道路。
區道南1線是北馬至巷口的道路。
區道南1-1線是新頭港至中洲的道路。
區道南9線是保吉至二重港的道路。

## 學校
- 中洲國小

## 圖集

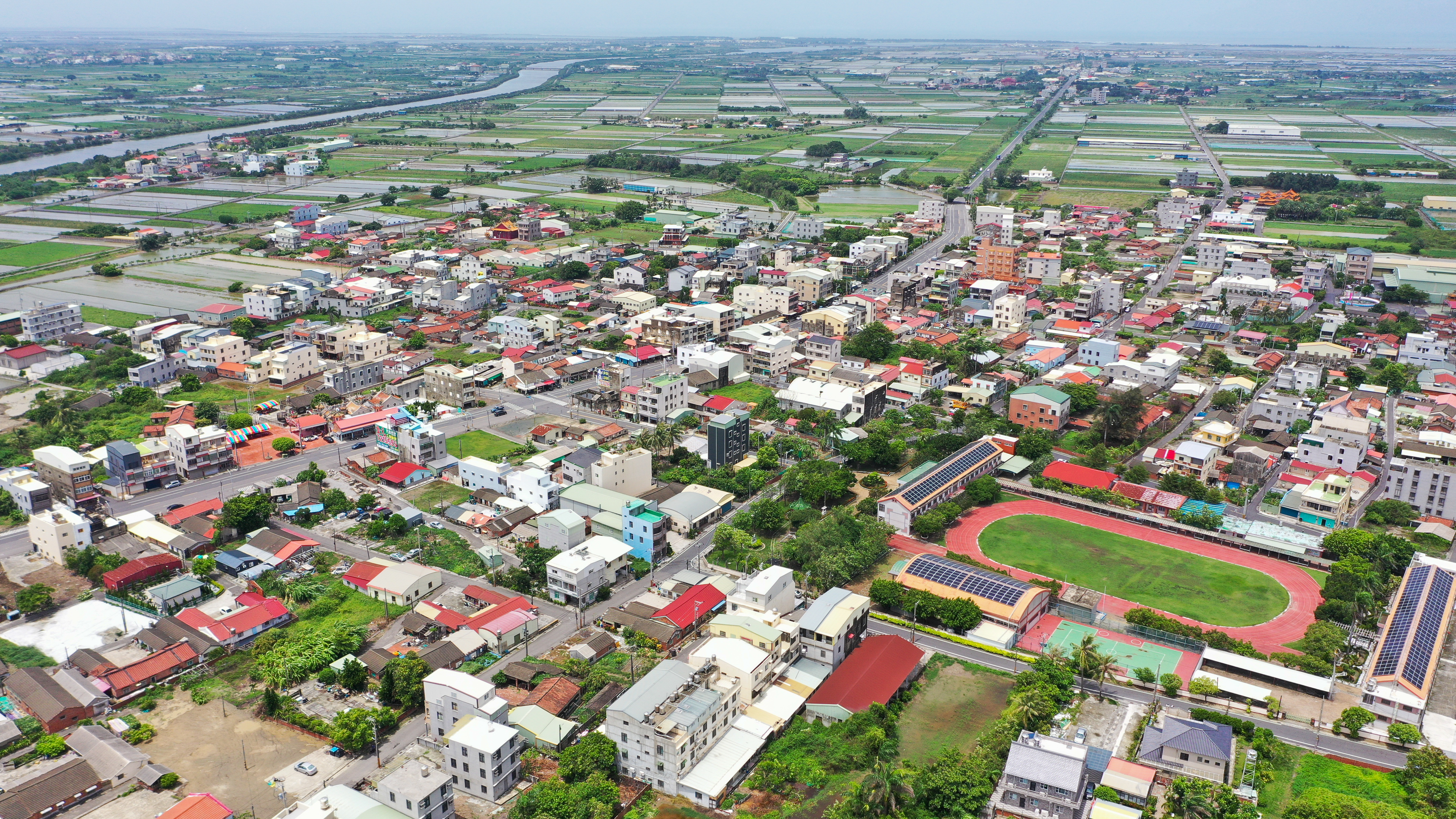
臺南市學甲區中洲空拍圖1
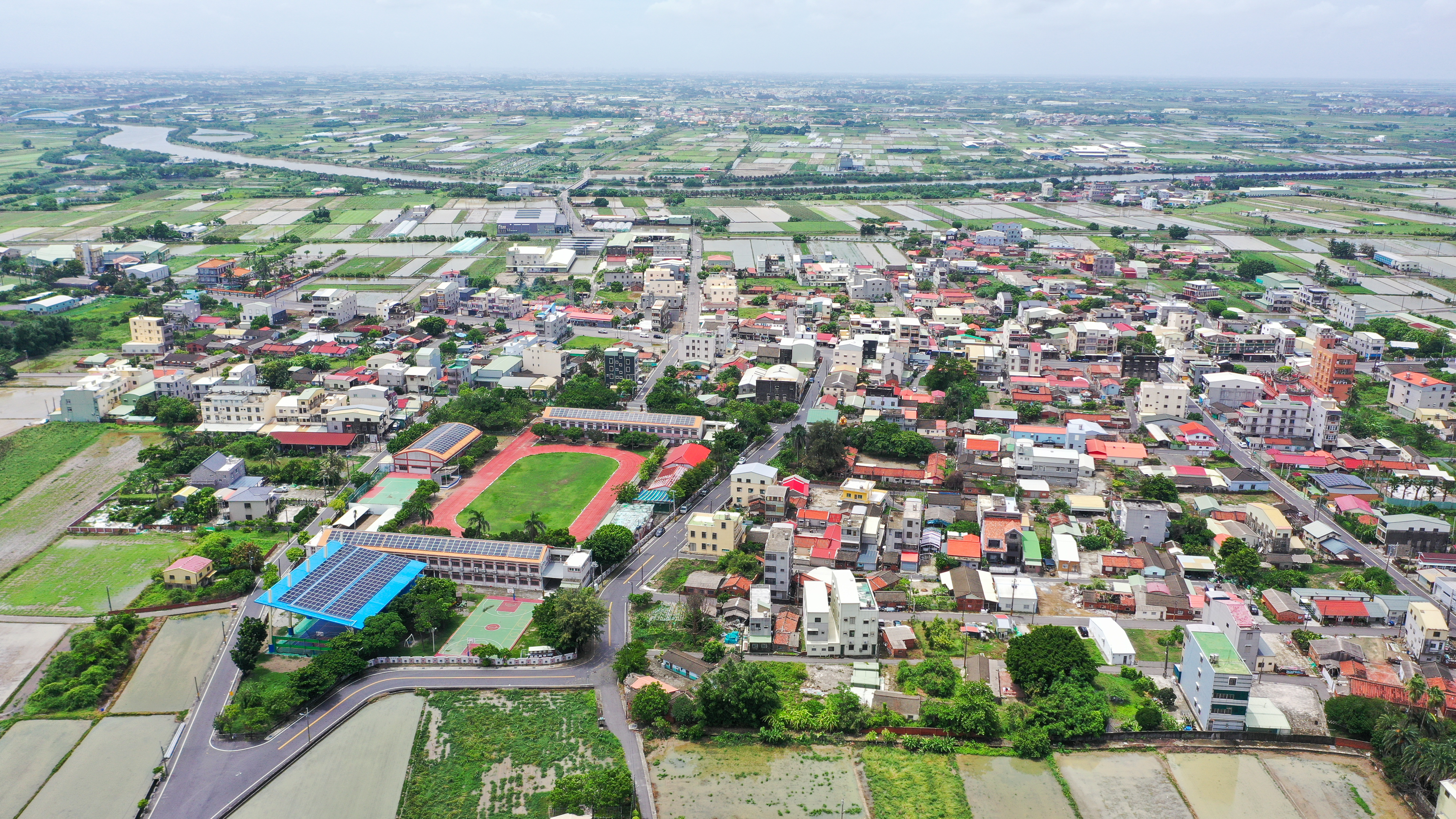
臺南市學甲區中洲空拍圖2
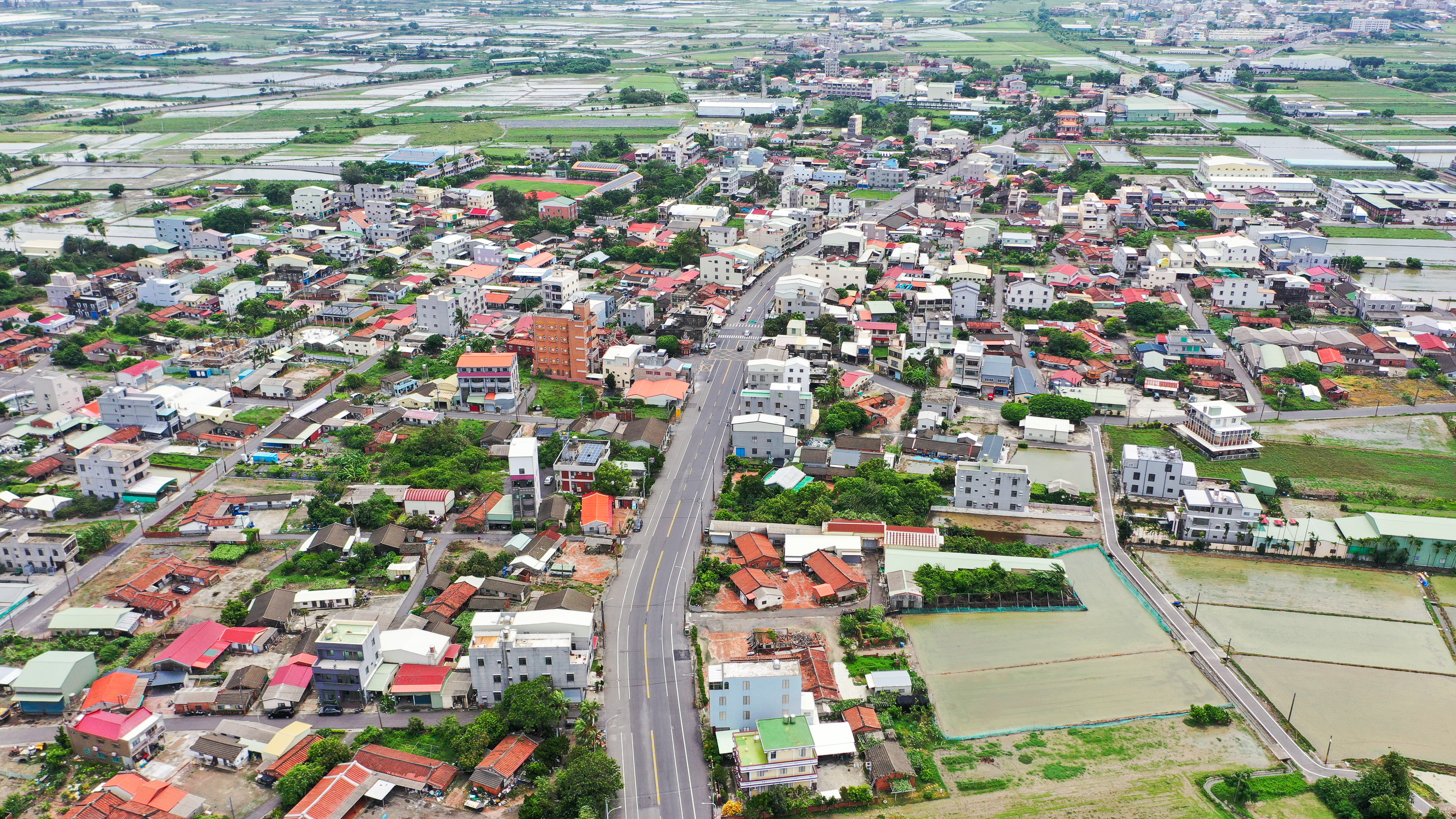
臺南市學甲區中洲空拍圖3
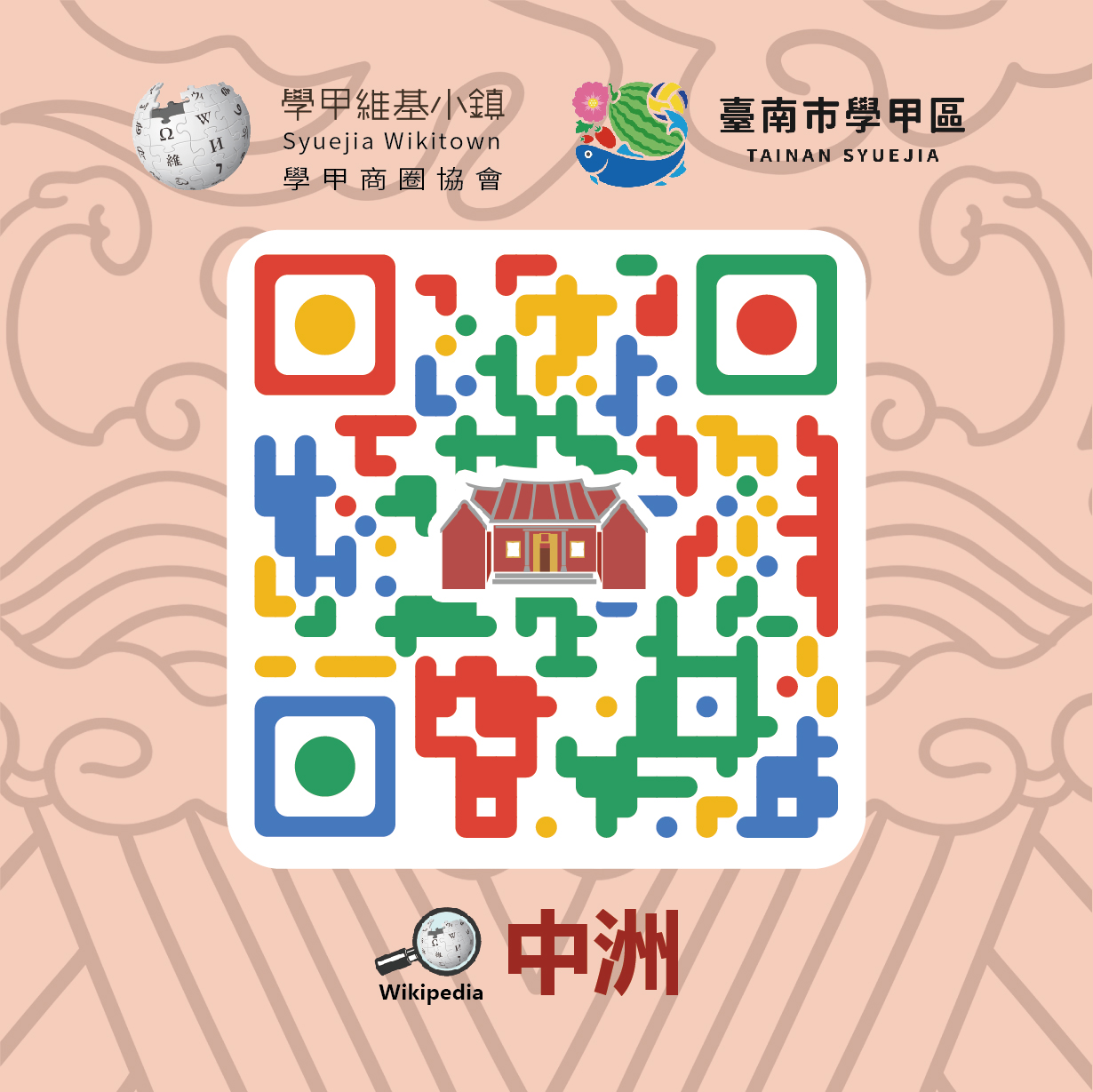
中洲-學甲維基小鎮彩色2維條碼瓷牌